# Erzsébet Botz
Erzsébet Ágnes Botz, coniugata Tóthné (1936 – 18 settembre 2021), è stata una cestista ungherese.

## Carriera
Con l'Ungheria ha disputato tre edizioni dei Campionati europei (1956, 1962, 1964).